# Ronaldinho Gaúcho
Ronaldo de Assis Moreira (Porto Alegre, 21 de março de 1980), mais conhecido como Ronaldinho Gaúcho ou simplesmente Ronaldinho, é um ex-futebolista brasileiro que atuava como meia-atacante ou ponta-esquerda, amplamente reconhecido como um dos mais talentosos da história. Atualmente é embaixador da cidade de Miami para a Copa do Mundo de 2026.
Extremamente habilidoso, autor de dribles memoráveis e dono de uma técnica refinada, é considerado por muitos jornalistas e ex-jogadores como o futebolista mais talentoso de sua geração. Especialista na bola parada, popularizou a cobrança de falta por baixo da barreira. Além do bom futebol, dentro de campo destacava-se pelo jeito alegre e carismático.
Venceu o prêmio Melhor Jogador do Mundo pela FIFA em 2004 e 2005, época em que viveu o grande auge de sua carreira. Foi o primeiro futebolista na história a ter conquistado a Liga dos Campeões da UEFA, a Copa Libertadores da América, a Copa do Mundo, e também ter sido eleito o Melhor do Mundo. Venceu ainda a tradicional premiação Ballon d'Or (France Football), em 2005, fazendo parte do seleto grupo de vencedores da Bola de Ouro, Copa do Mundo e Liga dos Campeões. Outras premiações de melhor jogador do ano foram as da World Soccer (2004 e 2005) e FIFPro (2005 e 2006).
Empatado com Cuauhtémoc Blanco, é o maior goleador da Copa das Confederações, com nove gols. Ganhou, em 2013, o prêmio de Rei da América, em eleição anual do diário El País, do Uruguai, desbancando Neymar e Maxi Rodríguez.

## Infância e juventude
Nascido no bairro de Restinga, Ronaldinho foi criado em Vila Nova, Porto Alegre. Na infância, sua principal diversão era brincar com a bola de futebol, junto dos seus melhores amigos. Com 7 anos começou a jogar na escola de futebol infantil do Grêmio. Aos 8 anos seu pai morreu ao cair em uma piscina, e ele recebeu apoio de sua mãe, da sua irmã, e passou a enxergar seu irmão mais velho como figura paterna.
Desde pequeno, Ronaldinho já demonstrava habilidade com a bola, como se pode ver em vídeos caseiros da sua família. Entre seus ídolos, além do seu irmão Assis, encontram-se Rivaldo e Ronaldo (com os quais ganhou a Copa do Mundo de 2002), Valdo, Romário, Zico, Rivellino, Diego Maradona e Pelé.

## Carreira

### Grêmio
A carreira profissional de Ronaldinho iniciou no time do Grêmio, tendo como seu primeiro treinador Sebastião Lazaroni. Em 1997 ganhou o título Sub-17 jogando pelo time. Sua primeira aparição como profissional ocorreu em 1998, na Copa Libertadores da América, onde logo sua habilidade e seu grande domínio de bola começaram a ser notados pelos clubes.
Em 1999, além da consagração no jogo contra a Seleção Venezuelana pela Copa América, Ronaldinho também brilhou nas finais do Campeonato Gaúcho, quando fez o gol do título contra o rival Internacional. Além da boa atuação, o jovem foi audaz e ficou marcado por ter realizado dribles fantásticos em Dunga, que foi o capitão do tetracampeonato de 1994. Segundo Ronaldinho, o drible foi incentivado por uma aposta: "Na semana desse Gre-Nal teve discussão na televisão que eu tinha feito uma falta. Durante toda semana teve polêmica disso e daquilo. Já comecei a treinar, falei: "Se eu pegar ele (Dunga) no cantinho, vou dar esse drible nele". Aí outro parceiro duvidou. Falei que se a gente estiver ganhando, vai ser esse drible. Aí ganhei um churrasco".
Sua atuação nessa final foi um importante fator para sua convocação à Seleção Brasileira, sendo chamado pelo então técnico Vanderlei Luxemburgo. Um fato curioso sobre a convocação é que Ronaldinho só foi chamado depois que Luxemburgo cortou o atacante Edílson por ter provocado e se envolvido em uma briga pelo Corinthians, na final do Campeonato Paulista contra o Palmeiras.
Disputou 141 partidas e marcou 68 gols pelo Grêmio, contando partidas oficiais e amistosos. Alguns o consideram a maior revelação do Grêmio desde Renato Gaúcho. Sobre Ronaldinho, o ex-zagueiro gremista Scheidt não poupou elogios:
| “                                | Eu vi o Ronaldinho crescer e se tornar profissional no Grêmio. Estava lá em 1998 e todos no clube falavam que ele seria craque um dia. Ele tinha até um tratamento diferenciado. Já mostrava habilidade com a bola nos pés, mas ainda faltava a experiência. | ” |
| — Scheidt, ex-zagueiro do Grêmio | |   |

### Transferência para a Europa
O PSV Eindhoven já tinha levado Romário e Ronaldo rumo ao sucesso na Europa. Cabia a Ronaldinho Gaúcho (como passara a ser chamado pela imprensa brasileira para diferenciá-lo de Ronaldo, à época ainda chamado de "Ronaldinho", na Seleção Brasileira) a tarefa de seguir os mesmos passos dos craques, quando o clube francês Paris Saint-Germain fez uma proposta de 7 milhões de euros pelo jogador. Mas, com o craque na equipe, o Grêmio tinha aumentado a venda de camisas, bilhetes e lugares-cativos no estádio; assim, recusou a proposta, tendo recusado posteriormente as recebidas de empresários italianos de 60 milhões e de 75 milhões de reais do Leeds United, da Inglaterra.
O clube gaúcho conseguiu segurar o jogador até 2001, quando o contrato ia só até fevereiro daquele ano e a família, juntamente com o jogador, decidiram que estava na hora de ir para a Europa. Enquanto as propostas continuavam a chegar ao clube, o Grêmio insistia em manter Ronaldinho no clube, fazendo questão de inclusive colocar uma faixa no Estádio Olímpico Monumental,dizendo que o craque não estava à venda. Sem o aval do clube, o jogador assina um pré-contrato às escondidas e parte para o Paris Saint-Germain sem o Grêmio obter qualquer compensação pelo seu passe, mesmo tendo dito que adoraria ficar no clube neste mesmo período em que já tinha assinado o pré-contrato com o Paris Saint-Germain. Tal disputa faz com que Ronaldinho seja visto como o maior prejudicado perante o clube e a torcida, tendo-se iniciado uma longa batalha judicial entre o Grêmio e o clube francês, o que deixa Ronaldinho parado durante meses, voltando a jogar só em agosto, pelo Paris Saint-Germain.

### Paris Saint-Germain
Durante sua passagem pelo Paris Saint-Germain, Ronaldinho teve problemas com o treinador Luis Fernández, pois este alegava que o jogador estava frequentando demais a vida noturna parisiense, e deixando o futebol de lado. Ele desenvolveu uma reputação de obter desempenho brilhante contra as maiores equipes, mas de não jogar bem contra as equipes pequenas.
Depois da Copa do Mundo FIFA de 2002, tendo demonstrado o seu valor no cenário internacional, o interesse dos grandes clubes aumentou. Em 2003, Ronaldinho deixou claro que queria deixar o PSG, pois lá não havia conquistado títulos importantes. Após várias propostas de clubes europeus, inclusive de equipes como o Manchester United, quem acabou levando o craque brasileiro foi o Barcelona.

### Barcelona

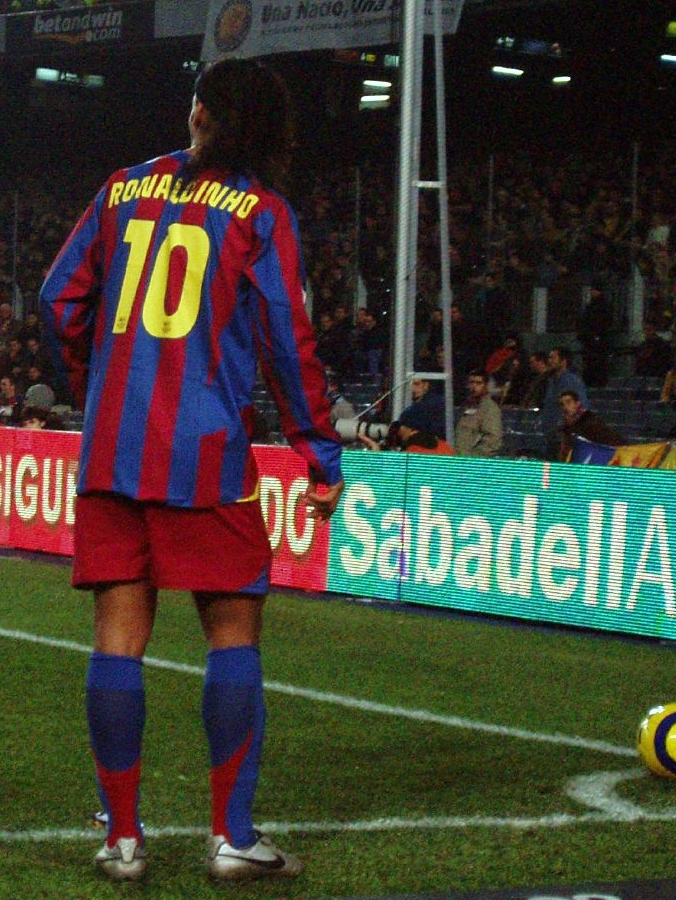
Ronaldinho prestes a bater um escanteio no Barcelona

No dia 19 de julho de 2003, o então presidente do Barcelona, Joan Laporta, adquiriu o passe de Ronaldinho por 21 milhões de euros. O meia-atacante disse também ter assinado com o Barça em vez do Manchester United por sua amizade com o ex-executivo da Nike no Brasil e em Barcelona, o então vice-presidente encarregado de esportes, Sandro Rosell. Ao assinar com o clube catalão, Ronaldinho seguiu os passos de vários ilustres brasileiros que tiveram carreiras bem sucedidas no Barça, como Evaristo de Macedo, Romário, Ronaldo e Rivaldo.
Logo o Barcelona promoveu um amistoso para mostrar sua nova contratação e o clube escolhido foi o Milan. Em sua estreia, Ronaldinho ajudou seu time dando uma assistência para Ricardo Quaresma e marcando um gol de fora da área na vitória por 2–0. Já na estreia oficial, realizada no dia 3 de setembro em uma partida que começou depois da meia-noite, o brasileiro marcou um golaço num empate em 1–1 com o Sevilla. Durante a temporada 2003–04, sua primeira no clube, suas jogadas levaram o Barça a terminar em 2º lugar na La Liga.

#### O auge
Mas foi na temporada 2004–05 que o craque se consagrou realizando jogadas fantásticas, conquistando o Campeonato Espanhol e a Supercopa da Espanha, além do título de Melhor Jogador do Mundo pela FIFA, rapidamente se tornando um dos maiores ídolos do clube.
Na temporada seguinte, a de 2005–06, repetiu o feito conquistando novamente o Campeonato Espanhol. Nesta temporada, ficou marcado por sua atuação no jogo contra o Real Madrid, o chamado El Clásico, realizado em 19 de novembro de 2005. Ronaldinho marcou duas vezes e foi o grande destaque da vitória por 3–0 na casa do adversário, o Estádio Santiago Bernabéu. Após seu segundo gol na partida, marcado após uma belíssima jogada em que passou por vários adversários antes de concluir com extrema precisão, ele foi aplaudido de pé pelos torcedores merengues presentes ao Bernabéu. O jogo ficou marcado principalmente por isto, pelo fato do Real historicamente ser o grande arquirrival do Barça. Nesta temporada, ainda conquistou os títulos da Liga dos Campeões da UEFA e, novamente, da Supercopa da Espanha.

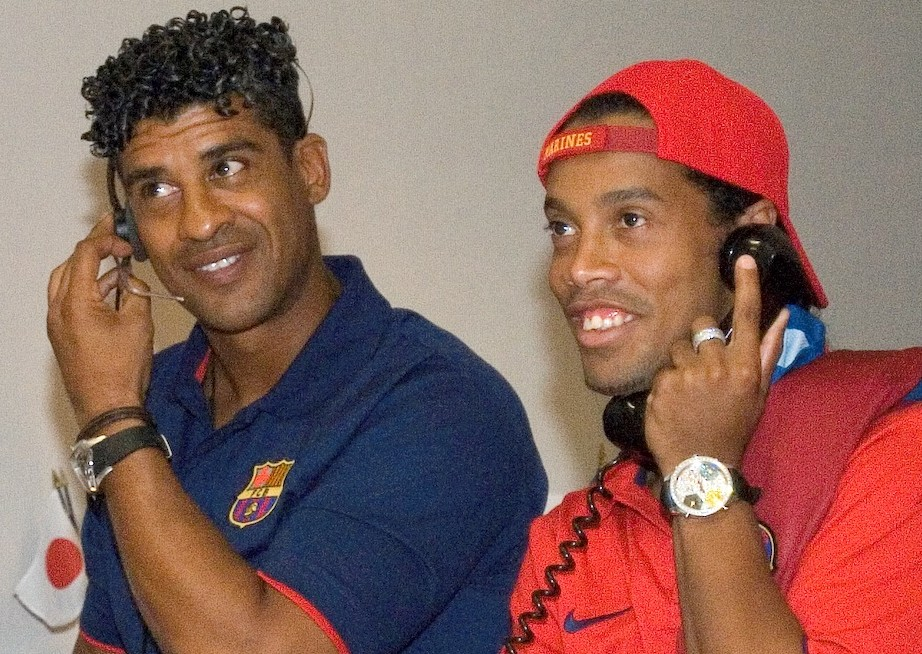
Frank Rijkaard e Ronaldinho no Centro Espacial Lyndon B. Johnson

Entre os anos de 2004 e 2005, defendendo o Barcelona e a Seleção Brasileira, viveu o auge de sua carreira. Consagrou-se como o Melhor Jogador do Mundo, segundo a FIFA. Em 2005 ganhou o Ballon d'Or, outro importante prêmio, entregue pela revista francesa France Football, que elege o melhor jogador atuando na Europa a cada temporada.
Em junho de 2006, um estudo apontou Ronaldinho como o jogador de maior valor comercial no mundo, deixando para trás dois ingleses: David Beckham e Wayne Rooney. Sua imagem foi avaliada em 47 milhões de euros, a de Beckham, 44,9 milhões e a de Rooney, 43,7 milhões.
Atuou em seu 200° jogo pelo Barcelona numa partida contra o Osasuna, em 3 de fevereiro de 2008. No entanto, sua campanha na temporada 2007–08 como um todo foi marcada por contusões, e uma lesão muscular na perna direita em 3 de abril prematuramente terminou com a sua temporada. Em 19 de maio, Laporta afirmou que Ronaldinho precisava de "um novo desafio", alegando que ele precisava de um novo clube para que pudesse reviver sua carreira. O empresário Thaksin Shinawatra, proprietário do Manchester City, confirmou no dia 5 de junho que estava interessado em contratá-lo.
Ronaldinho e seu companheiro de Barcelona, Lionel Messi, protagonizaram um amistoso contra o racismo na Venezuela, em 28 de junho de 2008, que terminou em um empate por 7–7. O craque brasileiro marcou dois gols e ainda deu duas assistências no que seria sua última partida como jogador do Barcelona.

### Milan
Em julho de 2008, Ronaldinho recusou uma oferta de 25,5 milhões de euros do Manchester City e acabou se transferindo para o AC Milan por 18,5 milhões de euros, num contrato de cinco anos, com um salário em torno de 6,5 milhões de libras por ano. Com o número 10 já ocupado por Clarence Seedorf, ele selecionou a 80 como número na camisa, já que 1980 foi seu ano de nascimento.

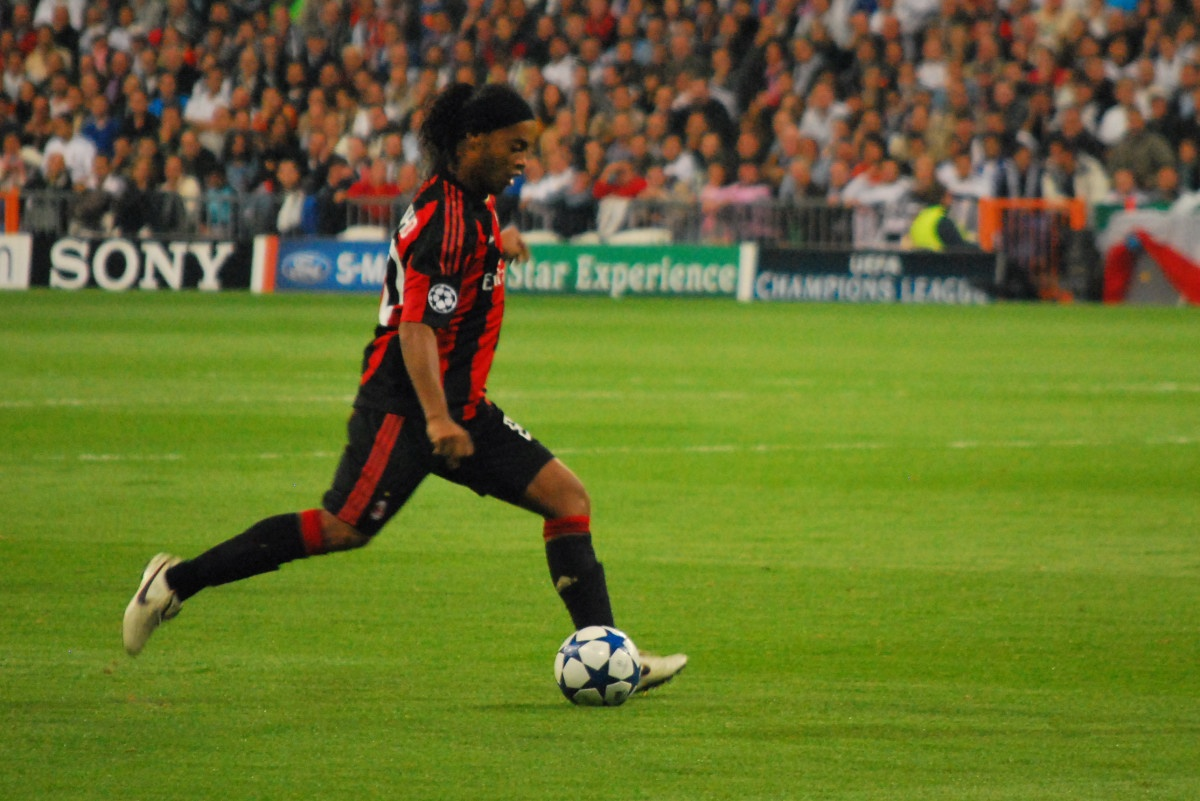
Ronaldinho pelo Milan em 2010, numa partida contra o Real Madrid

Teve uma atuação apagada no dia 14 de setembro, contra o Genoa, pelo Campeonato Italiano. Na ocasião ele foi titular ao lado de Kaká e Andriy Shevchenko, mas não impediu a derrota por 2–0. Viria a marcar seu primeiro gol pelo clube dias depois, numa vitória por 1–0 sobre a Internazionale no dia 28 de setembro. Ele terminou sua primeira temporada no Milan com 10 gols marcados em 36 partidas. Após um bom começo de temporada, acabou, no fim, figurando entre os reservas, terminando sua primeira temporada de forma decepcionante.
Sua segunda temporada não começou com uma nota elevada. Depois de um tempo, reencontrou sua forma e tornou-se indiscutivelmente o melhor jogador do Milan na temporada. Ele mudou seu papel de lateral a uma função ofensiva.
No dia 10 de dezembro de 2009, foi eleito o futebolista da década pela revista inglesa World Soccer, ficando à frente de jogadores como Lionel Messi e Ronaldo.
Um mês depois, no dia 10 de janeiro de 2010, marcou dois gols contra a Juventus, selando uma vitória por 3–0 para os Rossoneri. No jogo seguinte contra o Siena, em 17 de janeiro, marcou seu primeiro hat-trick pelo Milan, quando converteu um pênalti, marcou de cabeça e fechou o placar com um chutaço, a 30 metros de distância.
No dia 13 de abril, terminou a temporada como líder de assistências na Serie A, com um total de 13. Uma nota negativa foi que ele perdeu três pênaltis na temporada 2009–10.

### Flamengo

#### A polêmica chegada
Insatisfeito com o banco de reservas no Milan, Ronaldinho manifestou interesse em voltar a atuar no Brasil para ficar mais perto da convocação para a Copa do Mundo de 2014. Ainda com contrato em vigor, o vice-presidente do clube italiano Adriano Galliani admitiu negociar o jogador com clubes brasileiros e logo surgiu o nome do Grêmio, seu ex-clube, como um dos possíveis destinos do craque. Palmeiras e Flamengo também buscavam contratar o jogador, que negociava com todos ao mesmo tempo. Após semanas de muitas especulações e negociações arrastadas, e após o próprio Ronaldinho declarar que "se dependesse de mim, já estaria no Grêmio", o Grêmio desistiu de contratar o jogador, mesmo após ter preparado uma festa para recebê-lo e comemorar o acordo no Estádio Olímpico junto à torcida do clube. Dias depois foi a vez do Palmeiras desistir de negociar com Ronaldinho, onde seu irmão e empresário, Assis, foi duramente criticado por ter feito leilão com o jogador e por ter afirmado que a transação estava fechada com o clube e não cumprir com o acordo. Com o caminho livre, Ronaldinho fechou a negociação com o rubro-negro da Gávea, causando grande felicidade aos torcedores cariocas.
| “                                         | Já imagino essa torcida no estádio lotado. Eles podem esperar o máximo de mim. Voltei para o Brasil e vim jogar no Flamengo para dar isso. | ” |
| — Ronaldinho, ao chegar no Rio de Janeiro | |   |

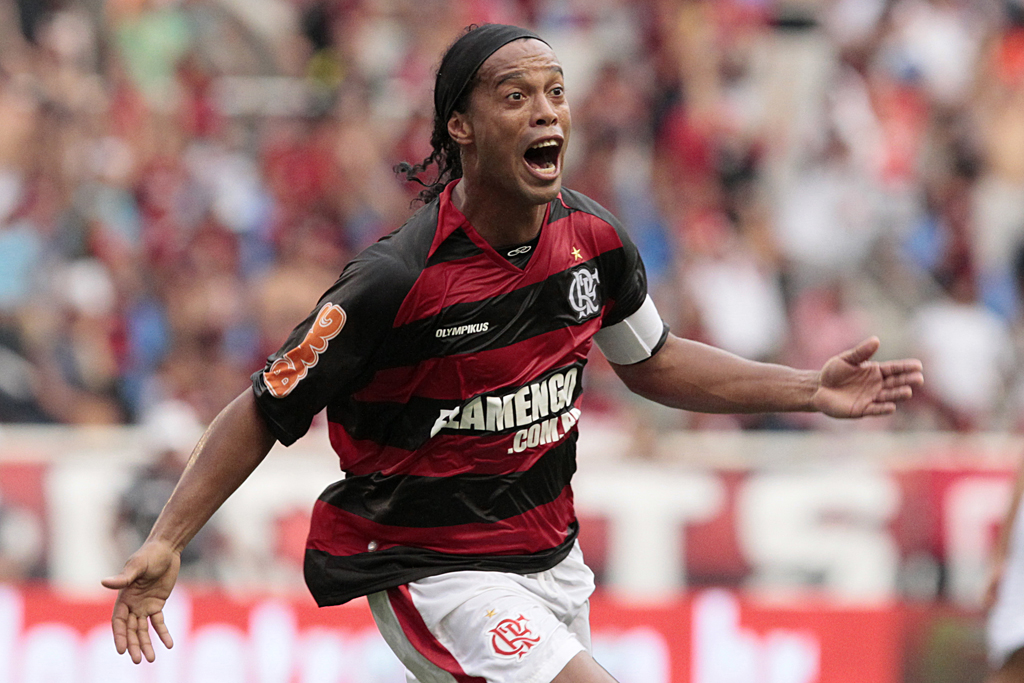
Ronaldinho em comemoração a vitória da Taça Guanabara de 2011

No dia 10 de janeiro de 2011, foi confirmado como jogador do Flamengo e, segundo seus amigos mais próximos, ele sempre manifestou o desejo de jogar com a camisa do clube. Assinou um contrato de quatro anos com a equipe carioca.
A apresentação de Ronaldinho foi realizada dia 12 de janeiro de 2011 no Estádio da Gávea, onde o jogador foi recebido por mais de 20 mil torcedores, juntamente com a presidente Patrícia Amorim. A apresentação contou com a presença de Ivo Meirelles, presidente da Estação Primeira de Mangueira, Dudu Nobre, Vágner Love e outras celebridades. A torcida foi ao delírio quando o craque se pronunciou pela primeira vez vestindo a camisa do Flamengo. No mesmo dia da apresentação do jogador, fotos revelaram o valor da multa contratual do craque: 400 milhões de reais. O valor astronômico valia para clubes estrangeiros e cairia para 325 milhões de reais para clubes brasileiros.

#### Primeira e única temporada
O primeiro gol de Ronaldinho Gaúcho pelo Flamengo foi no dia 6 de fevereiro, em partida válida pela 6ª rodada do Campeonato Carioca, na vitória de 3–2 sobre o Boavista-RJ, que tinha o mando de campo. Sagrou-se pela primeira vez campeão no clube em 27 de fevereiro, erguendo a Taça Guanabara como capitão da equipe, após ter marcado um gol de falta na partida. Posteriormente, foi campeão também da Taça Rio, sagrando-se então campeão carioca de 2011.
Em sua estreia pelo Brasileirão, marcou um gol e deu a assistência para outro, na goleada por 4–0 sobre o Avaí. Seu primeiro hat-trick (três gols na mesma partida) pelo Flamengo veio no jogo contra o Santos em plena Vila Belmiro. Após o mandante fazer 3–0 ainda no primeiro tempo, Ronaldinho foi fundamental na virada e consequente vitória do Flamengo por 5–4. A primeira partida oficial disputada em Porto Alegre, sua cidade natal, aconteceu no dia 21 de agosto e foi contra um antigo e bem conhecido rival: o Internacional. Nesse jogo, Ronaldinho Gaúcho fez um gol de falta, mas a partida terminou empatada em 2–2. Já no dia 31 de agosto, em partida contra o Avaí válida pela 20ª rodada do Brasileirão, Ronaldinho fez dois gols, um deles olímpico, mas não pôde evitar a derrota por 3–2 para o time catarinense.
Em 30 de outubro ocorreu o tão esperado reencontro entre Ronaldinho Gaúcho e o clube que o formou. Empurrado por uma torcida que lotou o estádio Olímpico e passou o jogo todo vaiando o atleta, o Tricolor Gaúcho venceu o Flamengo por 4–2, de virada. Mais do que um confronto entre dois times que disputavam o Brasileirão, o jogo se tornou um duelo entre a torcida gremista e Ronaldinho Gaúcho, que voltava ao estádio no qual se criou, dez anos depois de ter trocado o clube pelo Paris Saint-Germain e um ano depois de preferir o time carioca ao gaúcho quando retornou ao Brasil.
Como não perdoaram as duas atitudes do jogador, que consideram "traições", os gremistas vaiaram o craque no momento em que ele pisou o gramado do Olímpico, a cada vez que tocava na bola e também quando deixou o campo. Além disso, portaram faixas pequenas, em suas mãos, com as inscrições "pilantra" e "mercenário" e cédulas fictícias de R$ 3 com a imagem do jogador.

#### Rompimento do contrato na justiça
A crise entre o Flamengo e Ronaldinho começou quando a Traffic deixou de cumprir acordo verbal pelo qual seria responsável pelo pagamento de parte do salário do jogador. A partir deste momento, os salários do jogador deixaram de ser pagos em dia, apesar da promessa do clube de que arcaria com os custos.
Em 23 de maio de 2012, o irmão e empresário Assis foi à loja Fla Concept e pegou 40 itens, a maioria camisas oficiais, e se recusou a pagar alegando que o clube deveria valores muito maiores ao seu irmão.
Após um ano e cinco meses jogando no Flamengo, Ronaldinho encerrou seu vínculo com o clube em 31 de maio de 2012, pedindo cerca de 40 milhões de reais de valores atrasados. O jogador conseguiu a tutela antecipada alegando que, apesar dos salários estarem sendo pagos, os valores de direitos de imagem também deveriam ser considerados referentes ao vínculo trabalhista, e o não-pagamento destes seria suficiente para que fosse pedida a anulação do vínculo.
No total, Ronaldinho marcou 28 gols em 74 jogos com a camisa do Flamengo. Ele chegou ao clube em janeiro de 2011 e conquistou um título carioca.

### Atlético Mineiro

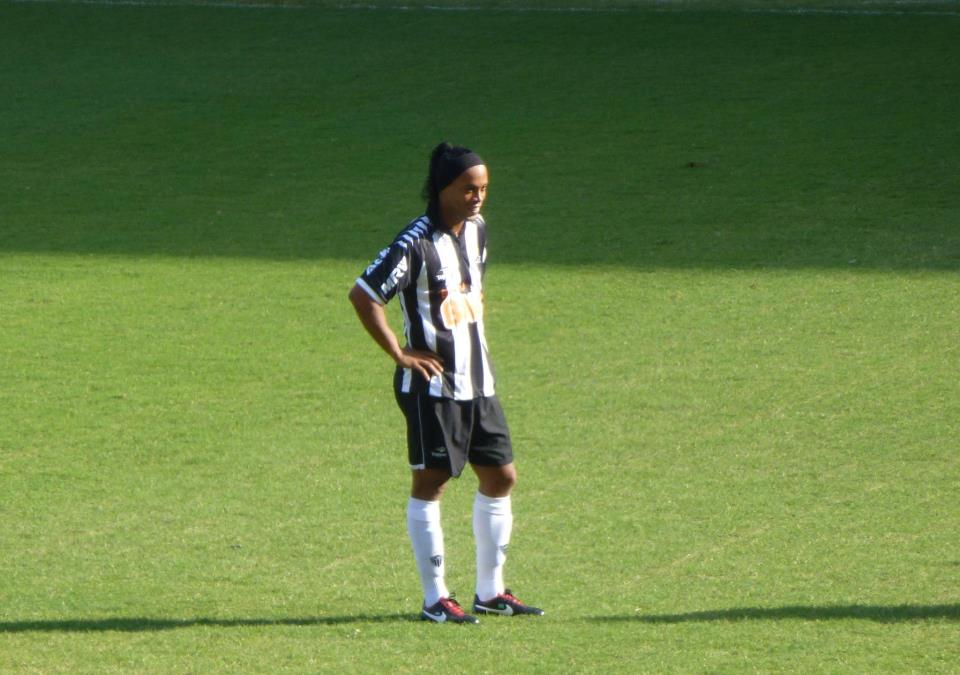
Ronaldinho atuando pelo Atlético Mineiro em 2012

#### Chegada
Quando Ronaldinho rescindiu seu contrato com o Flamengo, Cuca, então técnico do Atlético, quando soube da notícia fez uma ligação para o então presidente atleticano Alexandre Kalil dizendo que "o nosso camisa 10 saiu do Flamengo". Kalil, que estava no Rio de Janeiro para contratar outro jogador, marcou então uma reunião com Assis, irmão e agente do jogador e Ronaldinho. Na conversa ficou acertado que o jogador se apresentaria e começaria as atividades no dia seguinte. Sem alarde e com muita expectativa, principalmente pelas informações que a mídia passava de que o craque já estaria acertado com o Atlético, criou-se um clima de expectativa em torno do clube. Assim, Ronaldinho acertou com o clube mineiro no dia 4 de junho de 2012 e começou suas atividades.
Antes mesmo do anúncio oficial da contratação, a emissora de TV por assinatura SporTV mostrou imagens ao vivo do jogador treinando com o restante do elenco atleticano na Cidade do Galo, centro de treinamentos do clube. Essas foram as primeiras imagens de Ronaldinho com a camisa do Atlético, captadas por um helicóptero que sobrevoava o centro de treinamentos atleticano e transmitia ao vivo pela SporTV e, pouco depois, também pela Rede Globo. O contrato inicial foi válido por seis meses (junho a dezembro) e o jogador receberia cerca de 300 mil reais por mês, 1/4 do que o jogador recebia no Flamengo. Logo que chegou a Belo Horizonte, ele revelou que seu objetivo era arrematar uma conquista importante para o clube mineiro: "Fazer o Atlético voltar a ganhar um título de expressão é o desafio que me motiva". Posteriormente, o lateral-direito Carlos César declararia, durante um podcast:
| “ | O Ronaldinho chegava quarenta minutos depois do horário do treino. A gente já sabia, fazia quarenta minutos de rodinha, para esperar o Ronaldinho chegar. Aquilo ali era certo. Às vezes o Ronaldinho não estava apto para treinar, a imprensa chegava, via que ele estava em campo, na hora que a imprensa saía, o Ronaldinho subia num lugar estratégico, ia para o quarto e a gente treinava e ele ia descansar. | ” |

#### Primeira temporada
Devido a entraves com a liberação da documentação de Ronaldinho, o mesmo não pôde estrear no jogo contra o Bahia, que era válido pela 3ª rodada do Brasileiro de 2012. Em entrevista, Kalil culpou a Federação de Futebol do Rio de Janeiro (FERJ) por isso, chegando a fazer a seguinte declaração: "Já imaginávamos isso da Federação Carioca. Mas não é um balde de água fria não, ele (Ronaldinho) sabia que não ia jogar". A sua estreia foi em 10 de junho, no Pacaembu, contra o Palmeiras, usando em sua camisa o número 49, já que o Atlético já tinha Guilherme inscrito com a camisa 10. A escolha do número se deveu a uma homenagem à sua mãe, nascida no ano de 1949 e que travava uma batalha contra um câncer de mama recém descoberto. Ao fim da partida, a qual o Atlético venceu por 1–0, Ronaldinho foi muito elogiado pela crítica esportiva por ter apresentado boa movimentação, passes precisos e boas jogadas; ali começava uma sequência de bons jogos que faria. Segundo enquetes realizadas por portais esportivos, a maioria dos brasileiros, independente de preferência clubística, gostaria de ver Ronaldinho com a camisa 10 da Seleção Brasileira novamente. Em 23 de junho, na goleada por 5–1 diante do Náutico, o jogador marcou seu primeiro gol defendendo a equipe atleticana. Contra o Figueirense, Ronaldinho conseguiu realizar uma tripleta ao marcar três gols nessa partida; nesse dia foi permitido a ele se ausentar da partida, pois ficou sabendo pouco antes do início da partida que seu padrasto havia morrido. Em uma cena emocionante, ao marcar o primeiro dos três gols seus nessa partida que terminou 6–0 para o Atlético e ele participou diretamente em cinco gols, ele se curva e começa a chorar. No total, Ronaldinho disputou 32 jogos pelo Atlético e marcou nove gols pelo Atlético durante o Campeonato Brasileiro de 2012, com destaque para o gol marcado contra o Cruzeiro no clássico disputado no dia 26 de agosto no Estádio Independência, em Belo Horizonte, além de realizar um total de 12 assistências, sendo um dos principais nomes do Atlético que terminou o Campeonato em segundo lugar, dando ao clube uma vaga direta na Libertadores 2013. Ao término da temporada, Ronaldinho foi agraciado com várias premiações por suas atuações durante o Campeonato Brasileiro. Pelo Troféu Craques do Brasileirão ele recebeu os prêmios de Melhor meio-campo e Craque da Galera; já da revista Placar ele recebeu os prêmios Bola de Prata e Bola de Ouro; pelo Troféu Guará recebeu Melhor meia e Craque do Ano e também Craque do Ano pelo Troféu Telê Santana.

#### Segunda temporada

##### Campeonato Mineiro
Ao fim do ano de 2012 havia muitas especulações sobre sua permanência no clube mineiro. Graças ao bom futebol apresentado, muitos clubes brasileiros e até mesmo do exterior queriam contar com sua presença em 2013, porém no dia 28 de novembro de 2012 o presidente atleticano Alexandre Kalil confirmou por meio de sua conta no Twitter que ele ficaria no clube por mais uma temporada, usando de brincadeira para isso ao dizer "Vocês queriam. Ele ficou!", uma referência aos vários pedidos que recebeu de torcedores para que fizesse o esforço para ele ficar no Atlético, porém as especulações sobre sua permanência aumentaram alguns dias antes, quando uma gravação feita pela Rede Globo mostrava ele dizendo para Richarlyson que esse ficaria com ele em 2013 no Atlético. Richarlyson chegou a afirmar posteriormente que estava fora dos planos do Atlético. Com o Atlético se preparando para disputa a Libertadores, o técnico Cuca optou por não usar o jogador na maioria dos jogos do Campeonato Mineiro, jogando durante a primeira fase somente na estreia contra o Cruzeiro, jogo válido pela 4ª rodada que fora antecipado, depois contra o América-TO e em seguida contra o Tupi e depois contra o Villa Nova, e depois os dois jogos da final, contra o Cruzeiro. Em muitas entrevistas, Cuca deixara claro que Ronaldinho participou desses jogos para não ficar sem ritmo de jogo, já que estavam intercalados a datas de jogos pela Libertadores, fazendo com que Ronaldinho chamasse mais a atenção pelos jogos da final, onde foi decisivo na conquista do título atleticano.

##### Libertadores
Pela Libertadores, ele chamou atenção principalmente na primeira fase, denominada fase-de-grupos, onde foi peça chave para que o Atlético pudesse conseguir cinco vitórias e uma derrota apenas nos seis jogos, dando assistências, marcando gols antológicos e gerando polêmicas por algumas declarações.
No primeiro jogo que foi contra o São Paulo em 13 de fevereiro de 2013, foi protagonista por participar de um lance curioso e raro no futebol: o jogo estava parado para atendimento médico a um jogador do São Paulo e o Atlético possuía a cobrança de lateral, somente esperava a saída dos médicos de campo e a autorização do árbitro. Enquanto isso, Ronaldinho foi até o goleiro são-paulino Rogério Ceni para beber água, ficando apenas os dois na área do time paulistano. Quando o árbitro estava prestes a autorizar a cobrança, Ronaldinho foi andando para o lado e Marcos Rocha fez a cobrança de lateral para ele, que mesmo muito a frente do último marcador, não estava impedido já que no futebol, não existe impedimento em cobrança de lateral. Ronaldinho dominou e passou para Jô marcar o que seria o primeiro gol; além disso, foi dele o cruzamento para o gol de Réver. Esse jogo também marcou a reestreia do atacante Diego Tardelli com a camisa atleticana.
No segundo jogo contra o Arsenal de Sarandí, na Argentina, Ronaldinho foi novamente destaque, participando com assistência nos três gols de Bernard, numa vitória pelo placar de 5–2. De volta para Belo Horizonte, o Atlético enfrentaria o The Strongest da Bolívia, e Ronaldinho iria mais uma vez ser protagonista: além de ter acertado vários passes fenomenais que quase resultaram em gols, ele foi o autor da assistência para o gol de Jô que abrira o placar, e foi dele também o passe para Marcos Rocha que resultou em pênalti que Ronaldinho cobrou e marcou, este que seria seu primeiro gol na Libertadores.
Nos jogos de volta o Atlético voltaria a enfrentar o The Strongest, porém desta vez na Bolívia, na temida altitude de La Paz. Para evitar a forte ação da altitude nos que não estão acostumados com tal ambiente, o Atlético viaja para a cidade do jogo com oito dias de antecedência, com o intuito de fazer um trabalho preparatório. Havia também um clima de preocupação por este ser o primeiro jogo de um time brasileiro na Bolívia após o incidente que culminou na morte do adolescente Kevin Espada, em Oruro. O Atlético teve um desempenho bem abaixo dos demais jogos que havia feito na Libertadores, exercendo forte pressão contra os bolivianos somente nos 10 primeiros minutos de jogo e nos últimos 10, que foi quando o Atlético conseguiu seus dois gols que lhe deram a vitória pelo mesmo placar do jogo em Belo Horizonte, Ronaldinho não teve grande participação nesse jogo, porém estava no lance do segundo gol que acabou com o gol contra de Mendez, Ronaldinho estava atrás dele, e mesmo com o incidente do garoto Kevin, Ronaldinho e Atlético receberam homenagens de autoridades locais. A torcida atleticana não enfrentou problemas e o Atlético derrubava ali um tabu de sete anos sem derrota para estrangeiros em competições internacionais por parte do The Strongest.
No jogo seguinte, contra o Arsenal de Sarandí, o Atlético venceria novamente por 5–2 e Ronaldinho voltaria a fazer a diferença, além de ter sido elogiado por participar ativamente do jogo. O meia marcou dois gols, um numa cobrança de pênalti que Luan havia sofrido e outro aos 13 do segundo tempo, sendo esse o quarto, onde encobriu o goleiro do time argentino finalizando no ângulo.
O Galo faria o próximo jogo contra o São Paulo no Morumbi. O Atlético perdera esse jogo por 2–0 e tanto o time quanto Ronaldinho foram muito criticados pelo baixo desempenho apresentado, porém a grande notícia do jogo havia sido a declaração de Ronaldinho após o término do jogo: questionado por um repórter, ele respondera Para falar a verdade, não estou preocupado. Isso tudo pra gente é um grande treino para a próxima fase. Com essa derrota, o São Paulo se classificaria como o pior 2º colocado e enfrentaria o 1º colocado geral, que era justamente o Atlético. Durante a semana que antecedeu ao jogo, muito se disse sobre essa declaração, e também do fato do Atlético ter "despertado" o São Paulo. As declarações da mídia paulista irritaram aos jogadores do Atlético que comentaram sobre isso durante entrevistas coletivas realizadas nos 7 dias que antecederam ao primeiro jogo. A declaração que mais repercutiu foi a de um radialista que havia dito em um programa de cunho esportivo da TV Bandeirantes que o time atleticano não era mais que um "cavalo paraguaio", citando inclusive nome dos quais seriam os principais atletas atleticanos a se encaixar no perfil.
Na sequência o Atlético bateria o São Paulo nos dois jogos das oitavas de final: no primeiro, na cidade de São Paulo a vitória viria de virada, com o placar de 2–1 para o Atlético com Ronaldinho protagonizando outra cena que chamou atenção: após fazer o gol de empate, ele sai gritando "Aqui é Galo", e gesticulando expressivamente, ato que repercutiu de forma impressionante na mídia. No segundo jogo em Belo Horizonte, o Atlético venceu por goleada, com o placar de 4–1, e dos jogadores citados pelo radialista, Tardelli marcou um gol, Jô marcou três e Pierre foi muito elogiado por ter feito excelente marcação nos principais articuladores da equipe paulista. Mesmo tempos depois esse jogo repercutiu através de declarações de Diego Tardelli em outros jogos e no jogo da final após seu término que popularizou via Twitter o termos "#ChupaMorsa", "fala agora Morsa, p****" e "cadê o Morsa". Até um radialista mineiro, Lélio Gustavo, da Rádio Itatiaia, desabafou em seu programa na TV BHNews, em um vídeo com grande repercussão. Ronaldinho preferiu se desvincular e não responder sobre esse assunto.
Após esse jogo vieram os dois jogos da final do Campeonato Mineiro e logo depois os jogos contra o Tijuana, sendo o primeiro jogo no México, em um campo com grama sintética. Ronaldinho foi muito criticado por seu baixo rendimento nesse jogo, fazendo com que os grandes destaques do time fossem Victor, por suas difíceis e importantes defesas; Tardelli, por ter articulado o jogo e feito gol; e Luan como o herói que fez o gol do empate aos 46 do segundo tempo. A nota é que o Tijuana não havia sofrido gols como mandante até então na Libertadores.
No jogo de volta, mais drama. Em um duelo muito equilibrado, com as duas equipes tendo diversas chances de marcar, o Tijuana saiu na frente. Ronaldinho não fazia uma boa partida e sua grande chance foi uma cobrança de falta no primeiro tempo. Ainda na primeira etapa, em outra cobrança de falta, o meia cruzou na área para Réver marcar o gol de empate. Inspirado, Ronaldinho ainda daria grandes passes que não resultaram em gol. Faltando dois minutos para o fim da partida, o árbitro marcou um pênalti contra o Atlético. O que tinha para terminar como uma eliminação dramática do Galo, no entanto, não aconteceu, pois Victor defendeu a cobrança e garantiu o time na semifinal da Libertadores.
Antes das semifinais, Ronaldinho e Alexandre Kalil tiveram uma forte discussão após o jogo contra o Vasco da Gama pelo Campeonato Brasileiro. Segundo o lateral-direito Carlos César: "O Kalil chegou a mandar o Ronaldinho embora. Porque o Kalil falou, a primeira brecha você está fora" e o Ronaldinho teria virado a noite. "O Ronaldinho tinha um respeito muito grande pelo Júnior César e Pierre, porque tinham jogando juntos e eram cristãos, e o Ronaldinho sempre falava que tinha muito respeito pela parte religiosa e o Júnior César ligou para o Ronaldinho voltar para o vestiário" e os jogadores assumiram a responsabilidade pelo comportamento do Ronaldinho. "Nós nos adaptamos, o Ronaldinho chegava para treinar, o que tinha para treinar? Bola parada? Então era só bola parada, não vai no tático".
No primeiro jogo contra o Newell's Old Boys, mais críticas a Ronaldinho por seu baixo desempenho, e elogios aos defensores do time argentino pela crítica esportiva que viram a eficiente marcação ao meia-armador atleticano. No jogo de volta, porém, o time tinha a necessidade de atacar; o Newell's repetiu o mesmo esquema de marcação sobre Ronaldinho para tentar anular o jogador, mas dessa vez ele consegue aparecer mais. O meia participou com bons passes e algumas assistências que quase resultaram em gols, e foi dele a assistência para o primeiro gol atleticano que aconteceu antes dos 5 minutos de jogo. Ainda próximo ao término da partida quase fez um gol, sendo evitado pela intervenção do defensor do time argentino. Na disputa por pênaltis ele marcou na quinta cobrança, deixando a decisão para Victor, que defendeu e classificou o Atlético.
Para o primeiro jogo da final, Ronaldinho teve o que a grande maioria dos meios de comunicação creditou ser a pior partida dele pelo Atlético, chegando inclusive a ser substituído no segundo tempo para a entrada de Guilherme. O jogo de volta foi no Estádio Governador Magalhães Pinto, mais conhecido como Mineirão, no dia 24 de julho. Nessa partida Ronaldinho Gaúcho foi uma das principais armas do time, com participação ativa no jogo. Além de ter sido o grande articulador da equipe, apareceu também com algumas boas oportunidades de gol. As principais chances foram um chute de fora da área no início da partida, e outra já próximo do fim, num cabeceio após cruzamento de Josué. Ronaldinho acabou sendo um dos principais nomes na conquista da Copa Libertadores da América pelo Atlético, apesar de não ter cobrado pênalti na decisão contra o Club Olimpia, já que o time paraguaio perdeu a primeira e a quarta cobrança, e Ronaldinho seria o quinto cobrador atleticano. Com a conquista deste título, Ronaldinho acabou se consagrando ao ajudar o Atlético a ir para o Mundial de Clubes da FIFA, entrando também no seleto grupo de jogadores que foram campeões da Copa do Mundo, da Liga dos Campeões da UEFA e da Libertadores da América.

#### Fim do ciclo noGalo
No dia 28 de julho de 2014 foi anunciada a saída de Ronaldinho do Atlético. A decisão da saída do camisa 10 foi decidida após uma reunião entre a diretoria alvinegra e o irmão e empresário do jogador, Assis. A última partida de Ronaldinho pelo clube foi contra o Lanús, pelo segundo jogo da Recopa Sul-Americana, em que o Galo venceu e sagrou-se campeão. Além deste título, o jogador conquistou o Campeonato Mineiro e a Libertadores de 2013, tendo marcado 28 gols em um total de 88 partidas.

### Querétaro
No dia 5 de setembro de 2014, Ronaldinho assinou com o Querétaro Fútbol Club, time do México, por dois anos. Seu novo time coincidentemente tem o apelidado de "Gallos Blancos", mesmo animal mascote do Atlético-MG, seu ex-clube.
| “ | Agora é oficial! Camiseta 49!! Meu número da sorte!! Espero repetir e viver as mesmas alegrias!! #SiempreGallos. Escolhi o México pelo carinho que sempre recebi aqui. Muito motivado para representar o @Club_Queretaro. Obrigado @OlegarioVazquez!! | ” |

Estreou pelo Gallos no dia 18 de setembro, em jogo válido pela Copa do México, no Estádio Corregidora com público de 35 mil torcedores. Na ocasião, o Querétaro para o Tigres por 1–0, e Ronaldinho sofreu e desperdiçou um pênalti. O jogador marcou seu primeiro gol pelo clube no dia 21 de setembro, de pênalti, abrindo o placar na vitória por 4–1 sobre o Chivas, pela 9ª rodada do Campeonato Mexicano.
Em 29 de março de 2015, Ronaldinho Gaúcho comemorou a conquista da Copa El Rancho, que foi disputada em Frisco, nos Estados Unidos. A equipe venceu o Puebla nos pênaltis, por 4–1, após empatar em 3–3 no tempo normal. Ronaldinho anotou um dos gols, quando converteu um pênalti.
| “ | Este título de campeão da copa dá uma motivação extra nesta reta final!! Vamos Gallos!!! | ” |

Em 18 de abril, Ronaldinho Gaúcho começou uma partida no banco de reservas, ficando lá até os 39 do segundo tempo. Em oito minutos, o craque marcou duas vezes e garantiu a goleada do seu time por 4–0 sobre o América, mandante. Ganhou o reconhecimento da torcida da casa no Estádio Azteca.
Aplaudido ao entrar, Ronaldinho precisou de apenas dois minutos para marcar. Aos 41, Danilinho cruzou da direita, e o camisa 49 deu um toque de leve para bater o goleiro. Aos 47, tabelou com Ángel Sepúlveda e chutou da entrada da área, marcando o quarto.
| “                               | Também me aconteceu no Bernabéu, e agora aqui. É algo que jamais vou esquecer. | ” |
| — Ronaldinho, na saída do campo |                                                                                |   |

#### Saída
Em comunicado oficial postado na madrugada de 20 de junho em sua conta no Instagram, o veterano craque brasileiro anunciou sua despedida do clube. Ronaldinho deixou o futebol mexicano após nove meses de contrato, 32 partidas e oito gols assinalados. Ele foi peça importante durante a campanha do vice-campeonato do Clausura Mexicano. Na final, os Gallos Blancos acabaram caindo para o Santos Laguna, perdendo por 5–3 no agregado. Em jogos oficiais, Ronaldinho atuou em 29 partidas, em que ganhou 14, empatou três e perdeu 12, recebendo oito cartões amarelos e nenhum vermelho, tendo marcado oito gols.
Arturo Villanueva, presidente administrativo do time, fez um balanço sobre sua passagem:
| “ | Ele tomou cervejas? sim, tomou. Ele teve problemas de disciplina? sim, teve. Mas não dizem tudo. Eu me pergunto por que a imprensa não diz que, durante 90% do torneio, ele foi o líder em assistências. Não dizem que uma jogada dele no último minuto nos colocou na Liguilla. Nem dizem que dois gols dele nos levaram para uma semifinal. | ” |

### Fluminense

#### Chegada
Após deixar o Querétaro e passar por um período de negociações com diversos clubes, Ronaldinho acertou a sua ida para o Fluminense. Ele foi anunciado e apresentado no dia 11 de julho de 2015, recebendo a camisa 10 do clube carioca.
Anteriormente, em junho, o presidente Eurico Miranda chegou a anunciar em entrevista coletiva que o Vasco da Gama estava 90% fechado com o craque. Dias depois, o presidente do clube turco Antalyaspor afirmou que estava próximo de acertar com o jogador. Um dia após o presidente Peter Siemsen confirmar as negociações e a imprensa brasileira já noticiar o acerto, o jogador finalmente assinou contrato com o Fluminense. O anúncio veio primeiro através de uma das redes sociais do atleta, e logo após pelo clube tricolor.

#### Desempenho na temporada
Ronaldinho começou seus treinamentos pelo Fluminense no dia 27 de julho.
Ronaldinho estreou pelo Fluminense no dia 1 de agosto, contra o Grêmio, sendo recebido com "mosaico 3D" pela torcida tricolor. O Fluminense venceu o jogo por 1–0 e alcançou a terceira colocação do Campeonato Brasileiro. O craque, apesar do pouco tempo de preparação, surpreendeu e jogou os 90 minutos, se destacando. Participou da jogada do gol e saiu aplaudido dos gramados. Mais de 33 mil pessoas estiveram presentes no jogo de estreia do craque pelo Fluminense. Realizou sua segunda partida no dia 9 do mesmo mês, contra o Avaí, fora de casa, em uma derrota por 1–0. Ronaldinho foi o destaque do Fluminense, que não tinha Fred, lesionado. O jogador esteve perto de fazer gol por três vezes, batendo falta, e por pouco não fez um gol olímpico.

#### Saída
No início de 2016, por questões contratuais, Ronaldinho disputou a Florida Cup com o Fluminense.

### Aposentadoria
Após mais de dois anos sem assinar contrato profissional com uma equipe, o irmão de Ronaldinho confirmou que o jogador havia se aposentado.

## Seleção Nacional
Estreou na Seleção Brasileira em um jogo contra a Letônia, em junho de 1999. Porém, foi na Copa América do mesmo ano, disputada no Paraguai, que destacou-se pela primeira vez na Seleção, marcando um gol na goleada por 7–0 sobre a Venezuela, ao dar um chapéu no zagueiro e em seguida chutar forte no canto do goleiro Renny Vega. No ano seguinte, o jogador era o grande nome do Brasil nas Olimpíadas de Sydney. Entretanto, não conseguiu evitar a eliminação nas quartas de final para Camarões na prorrogação. Em 2018, o jogador revelou que não sabia que a regra do gol de ouro era aplicada nas Olimpíadas.

### Copa do Mundo de 2002
Ronaldinho foi titular do Brasil na Copa do Mundo de 2002 fazendo parte do tridente conhecido como "três Rs", junto com Rivaldo e Ronaldo. O Brasil estreou derrotando, de virada, a Turquia, por 2–1, em jogo marcado pelo pênalti marcado em uma falta fora da área sofrida por Luizão, que caiu dentro da área e enganou o árbitro sul-coreano Kim Young-joo. Rivaldo converteu a cobrança. O pênalti deveria ser cobrado por Ronaldinho, mas o camisa 10 assumiu a responsabilidade.
| “                     | Pelo meu esquema, seria o Ronaldinho que deveria cobrar, mas na hora que ele pegou a bola, olhou para o banco. Quando você vê um jogador olhando para o banco, sabe que tem alguma coisa acontecendo. Na linguagem popular, ele estava todo cagado. Aí, o técnico pensa: 'ai, Jesus!' É nessa hora que aparecem as lideranças do grupo. O Rivaldo fez assim [gesto] Eu disse: 'é tu mesmo!'. Nesse momento, não é só o jogador que está cagado, o técnico também está. | ” |
| — Luiz Felipe Scolari | |   |

No segundo jogo, o Brasil goleou a China, que fazia sua estreia em mundiais, por 4–0. Ronaldinho deu sua primeira assistência, para o segundo gol do jogo marcado por Rivaldo, e fez o seu primeiro gol em Copas do Mundo, o terceiro do jogo, convertendo um pênalti sofrido por Ronaldo.
Nas quartas de final, o jogador teve sua atuação mais marcante ao marcar um gol de falta e dar uma assistência contra a Inglaterra na vitória de virada por 2–1. Ronaldinho, no entanto, negou que o gol de falta foi sem querer: "Eu já tinha reparado, quando a gente olhava os vídeos dos outros jogos, já analisava que o goleiro deles sempre ficava um pouco adiantado. Então, já veio a possibilidade ali. Junto com a sorte, acabou saindo aquele lindo gol". O capitão Cafu afirmou que deu a dica: "Eu falei para ele que o Seaman (goleiro da Inglaterra) vivia adiantado. Quando eu jogava no Zaragoza (da Espanha), o Nayim (meia espanhol) fez um gol nele do meio de campo porque ele estava adiantado. Mas eu só dei um toque no Ronaldo, falando que ele estava sempre adiantado. Mas colocar a bola lá, do jeito que ele colocou, só o Ronaldinho mesmo". Após o gol, Ronaldinho fez uma falta grave no lateral-direito Danny Mills e foi expulso, não participando do jogo da semifinal contra a Turquia, na cidade japonesa de Saitama.
Depois de cumprir a suspensão contra a Seleção Turca, o camisa 11 foi titular na final contra a Alemanha, derrotada pela Seleção Brasileira por 2–0. Ronaldinho terminou a competição com dois gols e três assistências em seis jogos, sendo o líder de assistências da equipe.

### Copa do Mundo de 2006

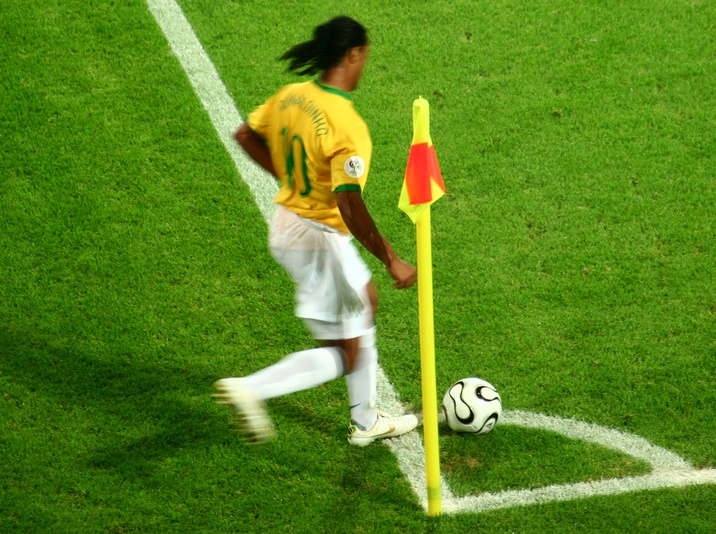
Ronaldinho cobrando um escanteio na Copa do Mundo de 2006

O melhor jogador da Europa e do mundo era a maior promessa brasileira para a Copa do Mundo de 2006, realizada na Alemanha. Porém, demonstrou um futebol aquém do que se esperava e recebeu várias críticas dos torcedores brasileiros. Fãs do futebol do craque alegaram que Ronaldinho foi prejudicado pelo esquema tático da Seleção Brasileira. Ronaldinho jogava de atacante no Barcelona, sem grandes preocupações defensivas. Porém, por determinação do então técnico da Seleção Brasileira, Carlos Alberto Parreira, Ronaldinho atuou durante o Mundial de 2006 como um meia-atacante, mais afastado da área e tendo que participar defensivamente. O único jogo em que ele atuou na mesma posição em que jogava no Barcelona foi na partida contra a França, e mesmo assim Ronaldinho teve um péssimo desempenho, chegando inclusive a tropeçar na bola.
Uma estátua de Ronaldinho com 7,25 metros de altura, construída pela artista plástica Kattielly Lanzini especialmente para a Copa, que estava instalada na Avenida Getúlio Vargas, na cidade de Chapecó, em Santa Catarina, chegou a ser incendiada, um dia após a eliminação da Seleção Brasileira pela França, com uma atuação notável do meia Zinédine Zidane. A obra custou R$ 5,5 mil e a artista pretendia vendê-la por R$ 7 mil. A artista autora da obra abriu um boletim de ocorrência para punir os responsáveis pelo vandalismo.

### Jogos Olímpicos de 2008

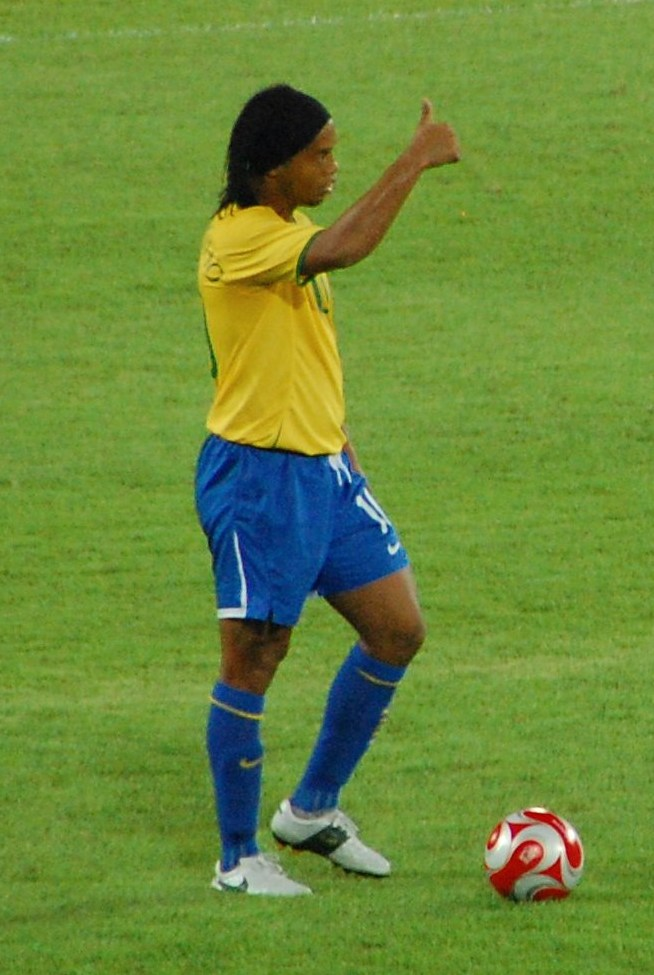
Ronaldinho atuando pela Seleção Brasileira nas Olimpíadas de 2008

Recebeu uma nova chance na Seleção Brasileira nas Olimpíadas de 2008, na China. Foi convocado pelo técnico Dunga e comandou a equipe, já que era o jogador mais velho do elenco.
O Brasil fez uma campanha razoável no torneio, se classificando com 100% de aproveitamento na primeira fase e sendo eliminado pela maior rival, a Argentina, comandada por Lionel Messi (ex-companheiro de Ronaldinho no Barcelona), nas semifinais. O auxiliar Jorginho declarou que Ronaldinho estava muito mal fisicamente nas Olimpíadas: "Fisicamente, uma vez eu treinei de lateral-direito para completar o treino e o Ronaldinho não conseguia passar por mim (nas Olimpíadas), então não dá".

### Fora da Copa do Mundo de 2010
Sua última partida pela Seleção principal antes da Copa aconteceu no dia 1 de abril de 2009, durante as Eliminatórias. Foi no jogo entre Brasil e Peru, no Beira-Rio, onde a Amarelinha venceu por 3–0; na ocasião, o jogador do Milan entrou no intervalo e não participou de nenhum gol.
Muitas eram as expectativas sobre a convocação da Seleção para a Copa do Mundo de 2010. Dos que não vinham sendo chamados recentemente, Ronaldinho era um dos jogadores mais pedidos pela população brasileira e por profissionais.
Porém, no dia 11 de maio, apenas apareceu na lista suplente de Dunga, que consiste na lista de jogadores para substituir outros em caso de lesão ou alguma ocorrência até o início da Copa. Segundo Dunga, Ronaldinho Gaúcho não teria demonstrado comprometimento nos Jogos Olímpicos de 2008:
| “       | Cada um teve sua chance na Seleção Brasileira, a decisão agora fica para a comissão técnica. O Pato teve sua chance na Olimpíada de Pequim, o Ronaldinho também. Agora, decidiremos avaliando aquilo que eles fizeram na seleção. Precisa-se analisar o comprometimento com a Seleção, o entusiasmo, a paixão em vestir a camisa do Brasil. | ” |
| — Dunga | |   |

### Retorno com Mano Menezes
O retorno ocorreu meses depois da Copa, no dia 29 de outubro, quando foi chamado por Mano Menezes para o amistoso contra a Argentina no dia 17 de novembro. Ronaldinho foi titular na partida, mas não pôde evitar a derrota por 1–0 para os arquirrivais no amistoso realizado em Doha.
Em 18 de agosto de 2011, novamente foi convocado para uma partida da Seleção Brasileira: um amistoso contra Gana, realizado em 5 de setembro, no Estádio Craven Cottage, em Londres. Apesar da vitória por 1–0, com gol do Leandro Damião, Ronaldinho jogou os noventa minutos, mas não balançou as redes. Logo depois, foi novamente convocado para uma partida contra a Seleção Argentina, dessa vez no dia 14 de setembro, em Córdova.

### Última partida
Com poucas partidas pelo Brasil em 2012, o meia realizou seu último jogo pela Amarelinha no dia 24 de abril de 2013, sendo capitão num empate em 2–2 contra o Chile, em amistoso realizado no Mineirão. Segundo o jornalista Jorge Kajuru, Ronaldinho Gaúcho teria se atrasado e se apresentado bêbado, e assim Felipão o teria descartado para a Copa do Mundo do ano seguinte.

## Vida pessoal
Ronaldinho tem um filho com a ex-dançarina Janaína Mendes, chamado João, nascido em 2005. O jogador rapidamente assumiu a paternidade do garoto e já declarou que gostaria muito que seu filho seguisse seus passos no futebol.
Quando jogava na Europa, principalmente na Itália, sua vida pessoal foi muito assediada, devido ao fato de sempre frequentar boates e outras festas noturnas.

### Natal Show de Bola
Todo final de ano, Ronaldinho organiza um jogo beneficente em que cada torcedor colabora com um quilo de alimento destinado para crianças carentes. Denominado Natal Show de Bola, o jogo beneficente já existe há quatro anos. Ocorreram jogos em alguns países da América do Sul, inclusive no Brasil, onde foram realizadas as duas últimas edições do evento, em Belém (2008) e Salvador (2009).

### Polêmicas
Em 2001, Ronaldinho foi acusado de ter cometido dois delitos: ter falsificado sua carteira de motorista e ter agredido um menor ao atirar-lhe uma mexerica. O jogador teria pagado 400 reais por uma Carteira Nacional de Habilitação (CNH) falsa na cidade de Joinville. Como teria colaborado na investigação, a carteira foi apreendida na época. No mesmo ano, Ronaldinho teria provocado escoriações em um menino ao fazê-lo cair da bicicleta após ter atirado uma mexerica no garoto. A família do menor entrou com um pedido de indenização e pensão vitalícia que correrem em segredo de justiça.
Em novembro de 2011, Ronaldinho Gaúcho esteve envolvido num polêmico episódio o qual consistiu no vazamento de um vídeo onde, supostamente, o jogador estaria nu, masturbando-se em frente a uma webcam. O vídeo divulgado tem aproximadamente sete minutos e meio e mostra inicialmente o suposto jogador sem camisa. Minutos depois, a câmera se abaixa e ele começa a executar o ato onanista. A despeito de toda a polêmica gerada, o jogador não se pronunciou sobre o assunto.
Em janeiro de 2015, Ronaldinho Gaúcho, seu irmão Roberto de Assis Moreira e a empresa Reno Construções e Incorporações foram condenados pela Justiça por dano ambiental. Eles tiveram de retirar um trapiche construído de forma indevida na superfície do Lago Guaíba, na Zona Sul de Porto Alegre. Além da retirada, o jogador teve de pagar 800 mil reais. O valor foi destinado ao Fundo Estadual do Meio Ambiente.
Um político Mexicano, Carlos Treviño, integrante do PAN, chamou Ronaldinho de "macaco" em sua rede social. Indagado sobre o caso, R49 respondeu:
| “ | Basta. Estamos todos cansados disso. É um assunto que fere, que vai além da cor da pele ou da nacionalidade. Espero que em breve tudo isso acabe. | ” |

Em maio de 2018, foi anunciado que Ronaldinho Gaúcho estava planejando se casar com Priscilla Coelho e Beatriz Souza. Posteriormente o jogador desmentiu. A bigamia é ilegal no Brasil e punível com uma pena de até seis anos de prisão.
Em julho de 2019, 57 propriedades pertencentes a Ronaldinho e seus passaportes brasileiro e espanhol foram confiscados por causa de impostos e multas não pagos. No mesmo ano, Priscilla Coelho acusou o jogador de agressão e entrou com uma ação em segredo de justiça, conforme revelou o portal UOL. Em março de 2020, Ronaldinho foi interrogado pela polícia no Paraguai por ter usado um passaporte falso para entrar no país. Após decisão da promotoria, Ronaldinho e seu irmão, Roberto Assis, tiveram prisão preventiva decretada no dia 6 de março. Um mês depois, a pena foi convertida em prisão domiciliar. No dia 24 de agosto, ele e seu irmão acabaram sendo libertados. Em 2022, Ronaldinho Gaúcho foi inocentado da acusação de ter entrado no Paraguai com um passaporte falso.

### Filme
Em 28 de dezembro de 2012, Ronaldinho Gaúcho participou da divulgação do filme R10 — The Movie na cidade de Pune, na Índia. Ao lado do irmão e empresário Assis, que negociou o contrato com a Bala Entertainment International, empresa do grupo Venky's, um dos maiores grupos de produção cinematográfica de Bollywood, o jogador apresentou o cartaz do filme. Com o título provisório R10 — The Movie ou Ronaldinho vs Aliens, o filme seria inspirado em Space Jam, lançado em 1996, com Michael Jordan e a turminha do Pernalonga. Em seu Twitter, o craque brasileiro afirmou:
| “ | Estou na Índia para lançar o mais bacana filme de animação da história. O filme irá para as telas em 2014 e eu serei o personagem principal! | ” |

As filmagens aconteceram em 2013, mas o filme acabou não sendo lançado.

### Livro
- O Sorriso do Futebol — Ronaldinho, o Último Romântico. Autor: Luca Caioli; Ed. Mundo Editorial, 2006 (Itália). ISBN 8599802046

### Histórias em quadrinhos
- Em 12 de maio de 2006, a Mauricio de Sousa Produções lançou a primeira revista em quadrinhos Ronaldinho Gaúcho, publicada pela Editora Globo e de autoria de Mauricio de Sousa.[203] As histórias são protagonizadas pelo próprio Ronaldinho quando criança e sua turma, sendo publicadas pela Panini Comics.[204]
- Não é a primeira vez que Mauricio de Sousa homenageia um jogador de futebol com uma revista própria. Já houve a revista Pelezinho, publicada originalmente entre 1976 e 1986 homenageando Pelé, e mais tarde o mesmo aconteceria com Neymar, em 2012.[205]
- Em 2010, a revista italiana Topolino #2838, revista de quadrinhos da Walt Disney no país, Ronaldinho serviu de inspiração para o personagem Paperinho (um trocadilho com o nome italiano do Pato Donald, Paperino), ao lado de versões de Kaká (Quac-Quac), do goleiro Júlio César (Giulio Cesare Ottaviano Augusto)[206] e de outros profissionais, em uma história protagonizada por Pato Donald e Peninha.[207]

### Marketing
Como comemoração do seu 36º aniversário, Ronaldinho Gaúcho lançou, no final de 2016, sua própria linha de relógios esportivos, a 18k Ronaldinho. Os modelos foram representados pelos elementos da natureza hélio e carbono, fundamentais para o nascimento de uma estrela.

### Comunicação
Em 2013, Ronaldinho Gaúcho passou a ter uma agência de publicidade trabalhando exclusivamente para cuidar de sua imagem pessoal e como atleta. Um contrato firmado com a Joker Comunicação de Porto Alegre fez com que esta passasse a tratar os assuntos de redes sociais, licenciamento de produtos, campanhas publicitárias e participação em eventos.

### Política
Em 2018, Ronaldinho Gaúcho filiou-se ao Partido Republicano Brasileiro (PRB) do Distrito Federal, visando uma possível candidatura para deputado ou senador nas eleições gerais de 2018.

## Homenagens

### Medalha Machado de Assis
Em homenagem aos 110 anos do nascimento do escritor e flamenguista José Lins do Rego, a Academia Brasileira de Letras agraciou Ronaldinho, em 11 de abril de 2011 (quando ele ainda era jogador do Flamengo), com a Medalha Machado de Assis, mais alta honraria da instituição. Ronaldinho tornou-se então o primeiro jogador a receber tal honraria, sendo chamado de doutor na cerimônia de entrega e de imortal no site oficial da ABL.

### Cidadão Honorário de Belo Horizonte
Em 30 de setembro de 2012, Ronaldinho Gaúcho, que não havia completado dois meses residindo em BH, recebeu no plenário da Câmara Municipal de Belo Horizonte o título de Cidadão Honorário da capital mineira. Dezenas de torcedores do clube estiveram na solenidade.

### Eulaema quadragintanovem
Em setembro de 2012 uma nova espécie de abelha encontrada no Brasil por pesquisadores de Minas Gerais foi batizada em homenagem à passagem de Ronaldinho Gaúcho pelo Atlético Mineiro.
A abelha recebeu o nome de Eulaema quadragintanovem (quadragintanovem significa "quarenta e nove" em latim, em referência ao número de camisa usada pelo atleta à ocasião) e sua descoberta foi publicada na revista científica neozelandesa "Zoo taxa".

### 82º Maior Brasileiro de Todos os Tempos
Ronaldinho ficou na 82ª colocação no programa televisivo O Maior Brasileiro de Todos os Tempos, apresentado na SBT em julho de 2012, que contava com o voto popular.

### Cidadão Honorário do Município do Rio de Janeiro
Em 5 de abril de 2017, Ronaldinho recebeu o título de Cidadão Honorário do Município do Rio de Janeiro.

### Documentário
Em abril de 2022, foi lançado "Ronaldinho: O Homem mais Feliz do Mundo", documentário lançado no FIFA+.

## Estatísticas
Atualizadas até 26 de setembro de 2015

### Clubes
| Clube               | Temporada         | Campeonato nacional | Campeonato nacional | Campeonato nacional | Copa nacional[a] | Copa nacional[a] | Copa nacional[a] | Competições continentais[b] | Competições continentais[b] | Competições continentais[b] | Outros torneios[c] | Outros torneios[c] | Outros torneios[c] | Total | Total | Total   |
| Clube               | Temporada         | Jogos               | Gols                | Assist.             | Jogos            | Gols             | Assist.          | Jogos                       | Gols                        | Assist.                     | Jogos              | Gols               | Assist.            | Jogos | Gols  | Assist. |
| ------------------- | ----------------- | ------------------- | ------------------- | ------------------- | ---------------- | ---------------- | ---------------- | --------------------------- | --------------------------- | --------------------------- | ------------------ | ------------------ | ------------------ | ----- | ----- | ------- |
| Grêmio              | 1998              | 14                  | 4                   | —                   | 2                | 0                | —                | 15                          | 3                           | 2                           | 17                 | 4                  | —                  | 48    | 8     | 2       |
| Grêmio              | 1999              | 17                  | 6                   | —                   | 3                | 0                | —                | 4                           | 2                           | —                           | 24                 | 15                 | —                  | 48    | 23    | —       |
| Grêmio              | 2000              | 21                  | 14                  | —                   | 6                | 6                | —                | —                           | —                           | —                           | 22                 | 21                 | —                  | 49    | 41    | —       |
| Grêmio              | Total             | 52                  | 24                  | —                   | 11               | 6                | —                | 19                          | 5                           | 2                           | 63                 | 40                 | —                  | 145   | 75    | 2       |
| Paris Saint-Germain | 2001–02           | 28                  | 9                   | 8                   | 6                | 2                | 0                | 6                           | 2                           | 2                           | —                  | —                  | —                  | 40    | 13    | 10      |
| Paris Saint-Germain | 2002–03           | 27                  | 8                   | 6                   | 6                | 3                | 0                | 4                           | 1                           | 2                           | —                  | —                  | —                  | 37    | 12    | 8       |
| Paris Saint-Germain | Total             | 55                  | 17                  | 14                  | 12               | 5                | 0                | 10                          | 3                           | 4                           | —                  | —                  | —                  | 77    | 25    | 18      |
| Barcelona           | 2003–04           | 32                  | 15                  | 11                  | 6                | 3                | 1                | 7                           | 4                           | 2                           | 13                 | 2                  | —                  | 58    | 24    | 14      |
| Barcelona           | 2004–05           | 35                  | 9                   | 16                  | —                | —                | —                | 7                           | 4                           | 4                           | —                  | —                  | —                  | 42    | 13    | 20      |
| Barcelona           | 2005–06           | 29                  | 17                  | 15                  | 4                | 2                | 1                | 12                          | 7                           | 5                           | 14                 | 4                  | —                  | 59    | 30    | 21      |
| Barcelona           | 2006–07           | 32                  | 21                  | 10                  | 6                | 0                | 3                | 11                          | 3                           | 3                           | 8                  | 5                  | —                  | 57    | 29    | 16      |
| Barcelona           | 2007–08           | 17                  | 8                   | 7                   | 1                | 0                | 0                | 8                           | 1                           | 2                           | 7                  | 3                  | —                  | 33    | 12    | 9       |
| Barcelona           | Total             | 215                 | 108                 | 78                  | 17               | 5                | 5                | 45                          | 19                          | 16                          | 42                 | 14                 | —                  | 249   | 108   | 80      |
| Milan               | 2008–09           | 29                  | 8                   | 5                   | 1                | 0                | 1                | 6                           | 2                           | 2                           | 7                  | 1                  | —                  | 43    | 11    | 8       |
| Milan               | 2009–10           | 36                  | 12                  | 16                  | —                | —                | —                | 7                           | 3                           | 1                           | 14                 | 2                  | —                  | 57    | 17    | 17      |
| Milan               | 2010–11           | 11                  | 0                   | 3                   | —                | —                | —                | 5                           | 1                           | 1                           | —                  | —                  | —                  | 16    | 1     | 4       |
| Milan               | Total             | 76                  | 20                  | 24                  | 1                | 0                | 1                | 18                          | 6                           | 4                           | 21                 | 3                  | —                  | 116   | 29    | 29      |
| Flamengo            | 2011              | 31                  | 14                  | 7                   | 5                | 1                | 1                | 3                           | 2                           | 0                           | 13                 | 4                  | —                  | 52    | 21    | 8       |
| Flamengo            | 2012              | 2                   | 1                   | 0                   | —                | —                | —                | 8                           | 2                           | 1                           | 10                 | 4                  | 3                  | 20    | 7     | 4       |
| Flamengo            | Total             | 33                  | 15                  | 7                   | 5                | 1                | 1                | 11                          | 4                           | 1                           | 23                 | 8                  | —                  | 72    | 28    | 12      |
| Atlético Mineiro    | 2012              | 32                  | 9                   | 12                  | —                | —                | —                | —                           | —                           | —                           | —                  | —                  | —                  | 32    | 9     | 12      |
| Atlético Mineiro    | 2013              | 14                  | 7                   | 3                   | 2                | 0                | 0                | 14                          | 4                           | 10                          | 8                  | 6                  | 2                  | 38    | 17    | 13      |
| Atlético Mineiro    | 2014              | 2                   | 0                   | 0                   | —                | —                | —                | 9                           | 1                           | 0                           | 7                  | 1                  | 0                  | 18    | 1     | 0       |
| Atlético Mineiro    | Total             | 48                  | 16                  | 15                  | 2                | 0                | 0                | 23                          | 5                           | 10                          | 15                 | 7                  | 2                  | 88    | 28    | 29      |
| Querétaro           | 2014–15           | 25                  | 8                   | ?                   | 4                | 0                | ?                | —                           | —                           | —                           | 3                  | 0                  | ?                  | 32    | 8     | ?       |
| Querétaro           | Total             | 25                  | 8                   | 0                   | 4                | 0                | 0                | —                           | —                           | —                           | 3                  | 0                  | 0                  | 32    | 8     | 0       |
| Fluminense          | 2015              | 7                   | 0                   | 0                   | 2                | 0                | 0                | —                           | —                           | —                           | —                  | —                  | —                  | 9     | 0     | 0       |
| Fluminense          | Total             | 7                   | 0                   | 0                   | 2                | 0                | 0                | —                           | —                           | —                           | —                  | —                  | —                  | 9     | 0     | 0       |
| Total na carreira   | Total na carreira | 431                 | 170                 | 116                 | 54               | 17               | 7                | 126                         | 42                          | 32                          | 167                | 76                 | 13                 | 770   | 305   | 163     |

- a. ^ Jogos da Copa do Brasil, Copa da França, Copa da Liga Francesa, Copa do Rei e Copa da Itália
- b. ^ Jogos da Copa Libertadores, Copa Intertoto da UEFA, Liga dos Campeões da UEFA, Copa da UEFA e Copa Sul-Americana
- c. ^ Jogos do Campeonato Mineiro Campeonato Gaúcho, Supercopa da Espanha, Supercopa da UEFA, Copa do Mundo de Clubes da FIFA e Campeonato Carioca

### Seleção Brasileira
Sub-17
| Ano   |       |      |       |
| Ano   | Jogos | Gols | Média |
| ----- | ----- | ---- | ----- |
| 1997  | 6     | 2    | 0,33  |
| Total | 6     | 2    | 0,33  |

Sub-20
| Ano   |       |      |       |
| Ano   | Jogos | Gols | Média |
| ----- | ----- | ---- | ----- |
| 1999  | 5     | 3    | 0,60  |
| Total | 5     | 3    | 0,60  |

Sub-23
| Ano   |       |      |       |
| Ano   | Jogos | Gols | Média |
| ----- | ----- | ---- | ----- |
| 1999  | 4     | 1    | 0,25  |
| 2000  | 15    | 14   | 0,93  |
| 2008  | 8     | 3    | 0,37  |
| Total | 27    | 18   | 0,66  |

Seleção principal
| Ano   |       |      |       |
| Ano   | Jogos | Gols | Média |
| ----- | ----- | ---- | ----- |
| 1999  | 13    | 7    | 0,53  |
| 2000  | 5     | 1    | 0,20  |
| 2001  | 4     | 1    | 0,25  |
| 2002  | 10    | 2    | 0,20  |
| 2003  | 8     | 2    | 0,25  |
| 2004  | 10    | 6    | 0,60  |
| 2005  | 12    | 6    | 0,50  |
| 2006  | 9     | 0    | 0     |
| 2007  | 11    | 5    | 0,45  |
| 2008  | 2     | 0    | 0     |
| 2009  | 3     | 0    | 0     |
| 2010  | 1     | 0    | 0     |
| 2011  | 5     | 1    | 0,20  |
| 2012  | 1     | 0    | 0     |
| 2013  | 3     | 0    | 0     |
| Total | 97    | 33   | 0,34  |

Seleção Brasileira (total)
| Ano   |       |      |       |
| Ano   | Jogos | Gols | Média |
| ----- | ----- | ---- | ----- |
| 1997  | 6     | 2    | 0,33  |
| 1999  | 22    | 11   | 0,50  |
| 2000  | 20    | 15   | 0,75  |
| 2001  | 4     | 1    | 0,25  |
| 2002  | 10    | 2    | 0,20  |
| 2003  | 8     | 2    | 0,25  |
| 2004  | 10    | 6    | 0,60  |
| 2005  | 12    | 6    | 0,50  |
| 2006  | 9     | 0    | 0     |
| 2007  | 11    | 5    | 0,45  |
| 2008  | 10    | 3    | 0,30  |
| 2009  | 3     | 0    | 0     |
| 2010  | 1     | 0    | 0     |
| 2011  | 5     | 1    | 0,20  |
| 2012  | 1     | 0    | 0     |
| 2013  | 3     | 0    | 0     |
| Total | 135   | 56   | 0,41  |

Expanda a caixa de informações para conferir todos os jogos deste jogador, pela sua seleção nacional.
Sub-17
|    | Data                   | Local                                 | Resultado | Adversário     | Gol(s) | Competição                |
| -- | ---------------------- | ------------------------------------- | --------- | -------------- | ------ | ------------------------- |
| 1. | 6 de setembro de 1997  | Estádio de Alexandria, Alexandria     | 7–0       | Áustria        | 1      | Copa do Mundo Sub-17 1997 |
| 2. | 8 de setembro de 1997  | Estádio de Alexandria, Alexandria     | 3–0       | Estados Unidos | 0      | Copa do Mundo Sub-17 1997 |
| 3. | 11 de Setembro de 1997 | Estádio de Alexandria, Alexandria     | 3–1       | Omã            | 0      | Copa do Mundo Sub-17 1997 |
| 4. | 14 de Setembro de 1997 | Estádio de Alexandria, Alexandria     | 2–0       | Argentina      | 0      | Copa do Mundo Sub-17 1997 |
| 5. | 18 de Setembro de 1997 | Ismailia Stadium, Ismaília            | 4–0       | Alemanha       | 1      | Copa do Mundo Sub-17 1997 |
| 6. | 21 de Setembro de 1997 | Estádio Internacional do Cairo, Cairo | 2–1       | Gana           | 0      | Copa do Mundo Sub-17 1997 |

Sub-20
|    | Data                | Local                         | Resultado | Adversário | Gol(s) | Competição                |
| -- | ------------------- | ----------------------------- | --------- | ---------- | ------ | ------------------------- |
| 1. | 5 de abril de 1999  | U. J. Esuene Stadium, Calabar | 0–2       | Espanha    | 0      | Copa do Mundo Sub-20 1999 |
| 2. | 8 de abril de 1999  | Liberation, Port Harcourt     | 3–0       | Honduras   | 0      | Copa do Mundo Sub-20 1999 |
| 3. | 11 de abril de 1999 | Liberation, Port Harcourt     | 5–1       | Zâmbia     | 1      | Copa do Mundo Sub-20 1999 |
| 4. | 14 de abril de 1999 | U. J. Esuene Stadium, Calabar | 4–0       | Croácia    | 2      | Copa do Mundo Sub-20 1999 |
| 5. | 18 de abril de 1999 | National Stadium, Lagos       | 1–2       | Uruguai    | 0      | Copa do Mundo Sub-20 1999 |

Sub-23
|     | Data                   | Local                 | Resultado | Adversário        | Competição                       |
| --- | ---------------------- | --------------------- | --------- | ----------------- | -------------------------------- |
| 1.  | 17 de novembro de 1999 | Melbourne, Austrália  | 2–2       | Austrália         | Amistoso                         |
| 2.  | 12 de janeiro de 2000  | Florianópolis, Brasil | 7–0       | Trinidad e Tobago | Amistoso                         |
| 3.  | 12 de janeiro de 2000  | Florianópolis, Brasil | 7–0       | Trinidad e Tobago | Amistoso                         |
| 4.  | 23 de janeiro de 2000  | Londrina, Brasil      | 2–0       | Equador           | Pré-Olímpico                     |
| 5.  | 26 de janeiro de 2000  | Londrina, Brasil      | 3–0       | Venezuela         | Pré-Olímpico                     |
| 6.  | 26 de janeiro de 2000  | Londrina, Brasil      | 3–0       | Venezuela         | Pré-Olímpico                     |
| 7.  | 30 de janeiro de 2000  | Londrina, Brasil      | 9–0       | Colômbia          | Pré-Olímpico                     |
| 8.  | 30 de janeiro de 2000  | Londrina, Brasil      | 9–0       | Colômbia          | Pré-Olímpico                     |
| 9.  | 2 de fevereiro de 2000 | Curitiba, Brasil      | 4–2       | Argentina         | Pré-Olímpico                     |
| 10. | 2 de fevereiro de 2000 | Curitiba, Brasil      | 4–2       | Argentina         | Pré-Olímpico                     |
| 11. | 2 de fevereiro de 2000 | Curitiba, Brasil      | 4–2       | Argentina         | Pré-Olímpico                     |
| 12. | 4 de fevereiro de 2000 | Curitiba, Brasil      | 3–1       | Chile             | Pré-Olímpico                     |
| 13. | 9 de agosto de 2000    | Ovalle, Chile         | 3–5       | Chile             | Amistoso                         |
| 14. | 9 de agosto de 2000    | Ovalle, Chile         | 3–5       | Chile             | Amistoso                         |
| 15. | 23 de setembro de 2000 | Brisbane, Austrália   | 1–2       | Camarões          | Jogos Olímpicos de Verão de 2000 |
| 16. | 28 de julho de 2008    | Singapura             | 0–3       | Singapura         | Amistoso                         |
| 17. | 10 de agosto de 2008   | Shenyang, China       | 5–0       | Nova Zelândia     | Jogos Olímpicos de Verão de 2008 |
| 18. | 10 de agosto de 2008   | Shenyang, China       | 5–0       | Nova Zelândia     | Jogos Olímpicos de Verão de 2008 |

Seleção principal
|     | Data                    | Local                          | Adversário     | Placar | Resultado | Competição                     |
| --- | ----------------------- | ------------------------------ | -------------- | ------ | --------- | ------------------------------ |
| 1.  | 30 de junho de 1999     | Ciudad del Este, Paraguai      | Venezuela      | 7–0    | Vitória   | Copa América de 1999           |
| 2.  | 24 de julho de 1999     | Guadalajara, México            | Alemanha       | 4–0    | Vitória   | Copa das Confederações de 1999 |
| 3.  | 28 de julho de 1999     | Guadalajara, México            | Estados Unidos | 2–0    | Vitória   | Copa das Confederações de 1999 |
| 4.  | 30 de julho de 1999     | Guadalajara, México            | Nova Zelândia  | 2–0    | Vitória   | Copa das Confederações de 1999 |
| 5.  | 1 de agosto de 1999     | Guadalajara, México            | Arábia Saudita | 8–0    | Vitória   | Copa das Confederações de 1999 |
| 6.  | 1 de agosto de 1999     | Guadalajara, México            | Arábia Saudita | 8–0    | Vitória   | Copa das Confederações de 1999 |
| 7.  | 1 de agosto de 1999     | Guadalajara, México            | Arábia Saudita | 8–0    | Vitória   | Copa das Confederações de 1999 |
| 8.  | 23 de fevereiro de 2000 | Bangkok, Tailândia             | Tailândia      | 0–7    | Vitória   | Amistoso                       |
| 9.  | 3 de março de 2001      | South Pasadena, Estados Unidos | Estados Unidos | 1–2    | Vitória   | Amistoso                       |
| 10. | 14 de abril de 2002     | Lisboa, Portugal               | Portugal       | 1–1    | Empate    | Amistoso                       |
| –   | 18 de maio de 2002      | Barcelona, Espanha             | Catalunha      | 1–3    | Vitória   | Amistoso                       |
| –   | 18 de maio de 2002      | Barcelona, Espanha             | Catalunha      | 1–3    | Vitória   | Amistoso                       |
| 11. | 8 de junho de 2002      | Seogwipo, Coreia do Sul        | China          | 4–0    | Vitória   | Copa do Mundo de 2002          |
| 12. | 21 de junho de 2002     | Shizuoka, Japão                | Inglaterra     | 2–1    | Vitória   | Copa do Mundo de 2002          |
| 13. | 20 de novembro de 2002  | Seul, Coreia do Sul            | Coreia do Sul  | 2–3    | Vitória   | Amistoso                       |
| 14. | 29 de março de 2003     | Porto, Portugal                | Portugal       | 2–1    | Derrota   | Amistoso                       |
| 15. | 10 de setembro de 2003  | Manaus, Brasil                 | Equador        | 1–0    | Vitória   | Elim. Copa do Mundo de 2006    |
| 16. | 28 de abril de 2004     | Budapeste, Hungria             | Hungria        | 1–4    | Vitória   | Amistoso                       |
| 17. | 18 de agosto de 2004    | Porto Príncipe, Haiti          | Haiti          | 0–6    | Vitória   | Amistoso                       |
| 18. | 18 de agosto de 2004    | Porto Príncipe, Haiti          | Haiti          | 0–6    | Vitória   | Amistoso                       |
| 19. | 18 de agosto de 2004    | Porto Príncipe, Haiti          | Haiti          | 0–6    | Vitória   | Amistoso                       |
| 20. | 5 de setembro de 2004   | São Paulo, Brasil              | Bolívia        | 3–1    | Vitória   | Elim. Copa do Mundo de 2006    |
| 21. | 8 de setembro de 2004   | Berlim, Alemanha               | Alemanha       | 1–1    | Empate    | Amistoso                       |
| 22. | 9 de fevereiro de 2005  | Hong Kong, China               | Hong Kong      | 1–7    | Vitória   | Amistoso                       |
| 23. | 5 de junho de 2005      | Porto Alegre, Brasil           | Paraguai       | 4–1    | Vitória   | Elim. Copa do Mundo de 2006    |
| 24. | 5 de junho de 2005      | Porto Alegre, Brasil           | Paraguai       | 4–1    | Vitória   | Elim. Copa do Mundo de 2006    |
| 25. | 22 de junho de 2005     | Colônia, Alemanha              | Japão          | 2–2    | Empate    | Copa das Confederações de 2005 |
| 26. | 25 de junho de 2005     | Nuremberga, Alemanha           | Alemanha       | 2–3    | Vitória   | Copa das Confederações de 2005 |
| 27. | 29 de junho de 2005     | Frankfurt am Main, Alemanha    | Argentina      | 4–1    | Vitória   | Copa das Confederações de 2005 |
| 28. | 24 de março de 2007     | Gotemburgo, Suécia             | Chile          | 4–0    | Vitória   | Amistoso                       |
| 29. | 24 de março de 2007     | Gotemburgo, Suécia             | Chile          | 4–0    | Vitória   | Amistoso                       |
| 30. | 22 de agosto de 2007    | Montpellier, França            | Argélia        | 2–0    | Vitória   | Amistoso                       |
| 31. | 9 de setembro de 2007   | Chicago, Estados Unidos        | Estados Unidos | 2–4    | Vitória   | Amistoso                       |
| 32. | 17 de novembro de 2007  | Rio de Janeiro, Brasil         | Equador        | 5–0    | Vitória   | Elim. Copa do Mundo de 2010    |
| 33. | 11 de outubro de 2011   | Torreón, México                | México         | 1–2    | Vitória   | Amistoso                       |

Legenda
      Amistoso não-oficial

## Títulos

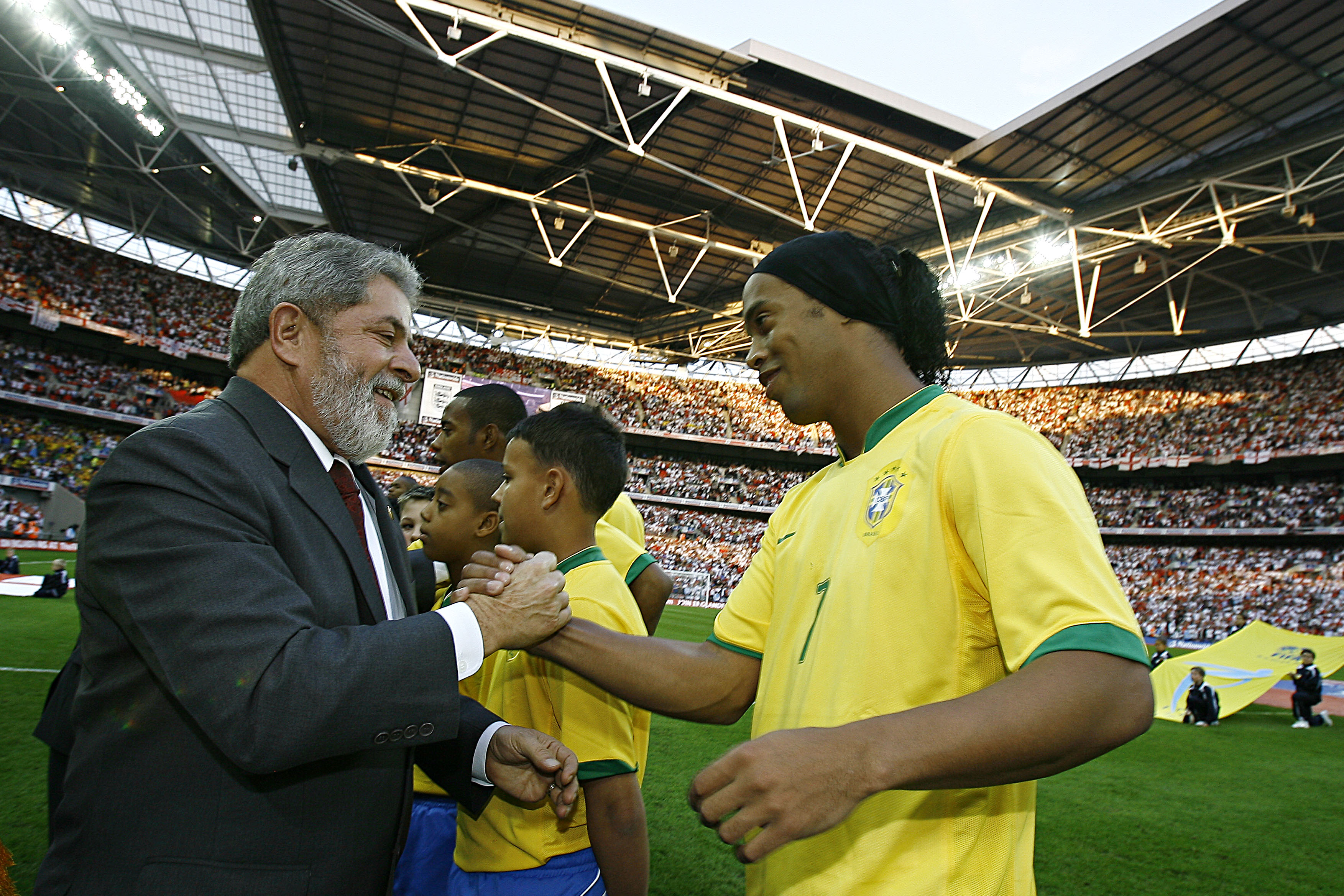
Ronaldinho cumprimentando o presidente Lula antes de um jogo da Amarelinha. Pela Seleção Brasileira principal, fez parte dos elencos campeões da Copa do Mundo de 2002, da Copa das Confederações de 2005 e da Copa América de 1999, ainda no início de sua carreira.

Grêmio
- Campeonato Gaúcho: 1999
- Copa Sul: 1999

Paris Saint-Germain
- Copa Intertoto da UEFA: 2001

Barcelona
- La Liga: 2004–05 e 2005–06
- Supercopa da Espanha: 2005 e 2006
- Liga dos Campeões da UEFA: 2005–06

Milan
- Serie A: 2010–11

Flamengo
- Campeonato Carioca: 2011
- Taça Guanabara: 2011
- Taça Rio: 2011

Atlético Mineiro
- Campeonato Mineiro: 2013
- Copa Libertadores da América: 2013
- Recopa Sul-Americana: 2014

Seleção Brasileira
- Copa do Mundo FIFA: 2002
- Copa das Confederações FIFA: 2005
- Copa América: 1999
- Copa do Mundo FIFA Sub-17: 1997
- Jogos Olímpicos: Bronze em 2008
- Superclássico das Américas: 2011